# Danilo Šerbedžija
Danilo Šerbedžija est un acteur et un réalisateur croate, né en 1971 à Zagreb.

## Biographie
Son père Rade, et sa sœur Lucija, sont aussi acteurs.

## Filmographie partielle
- 2010 : Sedamdeset i dva dana (sr) (Sedamdeset i dva dana)
- 2016 : Osloboduvanje na Skopje (mk)
- 2020 : Tereza37

## Distinctions
- Le film The Liberation of Skopje est proposé à l'Oscar du meilleur film en langue étrangère pour la Macédoine du Nord
- Festival international du film policier de Liège
  - Prix du public en 2010 pour 72 Days
- Festival du film de Pula 2020[1]
  - Grande Arène d'or du meilleur film, pour Tereza37
  - Arène d'or du meilleur réalisateur